# Gabriel Nicolás Rodríguez
Gabriel Nicolás Rodríguez (Buenos Aires, 5 febbraio 1989) è un ex calciatore argentino, di ruolo attaccante.

## Carriera
Ha giocato nella massima serie dei campionati cileno, greco e portoghese.